# Ordonnance relative à l'enfance délinquante
Lire en ligne

Sur Légifrance

loi du 22 juillet 1912 Code de la justice pénale des mineurs
En droit français, l’ordonnance du 2 février 1945 relative à l’enfance délinquante fixe les règles de procédure pénale spécifiques aux mineurs. Elle est signée par François de Menthon, ministre de la justice du premier gouvernement Charles de Gaulle, gouvernement provisoire de la République française.
Elle est abrogée lorsque le code de la justice pénale des mineurs entre en vigueur le 30 septembre 2021.

## Origine
En droit romain et dans l’ancien régime, il n’existait pas de droit spécifique des mineurs. La loi du 22 juillet 1912 crée les tribunaux pour enfants. L’ordonnance de 1945 va plus loin en instaurant le juge des enfants.
Le magistrat Jean Chazal (appelé en 1942 par le secrétaire d’État à la Famille et à la Santé du gouvernement Laval, Raymond Grasset) a été l'un des principaux rédacteurs de cette ordonnance.

## Principes
« Il est peu de problèmes aussi graves que ceux qui concernent la protection de l’enfance, et, parmi eux, ceux qui ont trait au sort de l’enfance traduite en justice. La France n’est pas assez riche d’enfants pour qu’elle ait le droit de négliger tout ce qui peut en faire des êtres sains. La guerre et les bouleversements d’ordre matériel et moral qu’elle a provoqués ont accru dans des proportions inquiétantes la délinquance juvénile. La question de l’enfance coupable est une des plus urgentes de l’époque présente. Le projet d’ordonnance ci-joint atteste que le Gouvernement provisoire de la République française entend protéger efficacement les mineurs, et plus particulièrement les mineurs délinquants. 
[…]
Désormais, tous les mineurs jusqu’à l’âge de dix-huit ans auxquels est imputée une infraction à la loi pénale ne seront déférés qu’aux juridictions pour enfants. Ils ne pourront faire l’objet que de mesures de protection, d’éducation ou de réforme, en vertu d’un régime d’irresponsabilité pénale qui n’est susceptible de dérogation qu’à titre exceptionnel et par décision motivée. »

— Exposé des motifs de l’ordonnance du 2 février 1945 relative à l’enfance délinquante

## Évolution
Plusieurs réformes ont fait évoluer la mise en œuvre des principes structurants de l’ordonnance de 1945.
Le principe d’atténuation de la responsabilité des mineurs a été contredit par la création des centres éducatifs fermés par la loi d'orientation et de programmation pour la justice de 2002, et par les peines planchers, applicables également aux mineurs, entre la loi renforçant la lutte contre la récidive des majeurs et des mineurs de 2007 et la loi relative à l'individualisation des peines et renforçant l'efficacité des sanctions pénales de 2014.
Le principe de spécialisation de la justice des mineurs a été contredit par les tribunaux correctionnels pour mineurs compétents pour les mineurs récidivistes de 16 à 18 ans, créé par la loi sur la participation des citoyens au fonctionnement de la justice pénale et le jugement des mineurs de 2011 et supprimé par la loi de modernisation de la justice du XXIe siècle de 2016.
Le 3 décembre 2008, la commission Varinard chargée de présenter des propositions pour réformer l’ordonnance du 2 février 1945 remet son rapport au ministre de la Justice. Elle formule 70 recommandations pour rendre la justice pénale « plus lisible et plus adaptée à l’évolution de la délinquance ». L'une des principales propositions était de créer un Code destiné à la justice pénale des mineurs, plutôt que de s'engager dans une nouvelle réforme de l'ordonnance de 1945. L’idée est reprise plus tard par Christiane Taubira.
La loi de programmation 2018-2022 et de réforme pour la justice et l’ordonnance du 11 septembre 2019 abroge l’ordonnance du 2 février 1945 et créent le Code de la justice pénale des mineurs.

### Filmographie
- Éduquer ou punir, documentaire de 52 min, réalisé par Nicolas Lévy-Beff.